# (16885) 1998 BX25
1998 بي أكس 25 (ويعرف أيضًا باسم (16885) 1998 بي أكس 25 وفق تسمية الكوكب الصغير) (بالإنجليزية: 1998 BX25)‏ هو كويكب ضمن حزام الكويكبات؛ وترتيبه 16885 من حيث الاكتشاف.
اكتُشف هذا الجُرم الفلكي بواسطة تاكيشي أوراتا ‏ في 25 يناير 1998.

## وصلات خارجية
- (16885) 1998 BX25 في قاعدة بيانات مختبر الدفع النفاث لأجرام النظام الشمسي الصغيرة

- الاكتشاف · مخطط المدار ·  العناصر المدارية · المعلمات المادية

- (16885) 1998 BX25 على موقع ويكي سكاي: DSS2, SDSS, GALEX, IRAS, Hydrogen α, X-Ray, Astrophoto, Sky Map, Articles and images